# IWF 월드컵
IWF 월드컵(IWF World Cup)은 2019년부터 시작된 국제 역도 대회이다.